# Vòng loại Giải vô địch bóng đá thế giới 2010 – Khu vực Bắc, Trung Mỹ và Caribe
35 đội bóng thành viên của Liên đoàn bóng đá Bắc, Trung Mỹ và Caribe (CONCACAF) sẽ thi đấu tranh 3,5 suất tham dự vòng chung kết giải vô địch bóng đá thế giới 2010. Đội xếp thứ 4 vòng loại sẽ đấu 2 trận với đội xếp thứ 5 khu vực Nam Mỹ (CONMEBOL).

## Thể thức thi đấu
Thể thức thi đấu tại vòng loại khu vực CONCACAF giống hệt như tại Vòng loại giải vô địch bóng đá thế giới 2006, trừ việc Puerto Rico tham dự tại giải lần này (ở giải năm 2006, đây là đội CONCACAF duy nhất không tham dự vòng loại), nên có 11 trận đấu ở vòng sơ loại đầu tiên thay vì 10 đội, và 13 đội được miễn vòng sơ loại đầu tiên thay vì 14 đội. Hai vòng sơ loại đầu tiên, thi đấu vào nửa đầu năm 2008, rút từ 35 đội xuống còn 24 đội rồi 12 đội. Các đội còn lại được chia vào 3 bảng bốn đội, chọn hai đội đẩu bảng vào vòng đấu loại cuối cùng. 6 đội mạnh nhất đấu vòng tròn hai lượt đi và về, sân nhà-sân khách, lấy ba đội đứng đầu giành vé vào thắng vòng chung kết. Đội hạng tư đấu trận play-off với đội hạng năm của khu vực CONMEBOL để giành vé tới Nam Phi.

## Phân loại hạt giống
Thứ tự phân loại hạt giống các đội dựa vào bảng xếp hạng FIFA tại thời điểm tháng 5 năm 2007. Lễ bốc thăm diễn ra vào ngày 25 tháng 11 năm 2007 tại Durban, Nam Phi
- Nhóm A: Ba đội mạnh nhất, sẽ là các đội hạt giống tại vòng 3.
- Nhóm B: Ba đội xếp hạng từ thứ 4 đến thứ 6, sẽ là các đội hạt giống thứ 2 tại vòng 3.
- Nhóm B: Ba đội xếp hạng từ thứ 7 đến thứ 12, được vào thẳng vòng 2, và không phải gặp các đội trong top 6 tại vòng này.
- Nhóm D: St. Vincent và Grenadines, cũng được vào thẳng vòng 2, phải gặp một trong 12 đội thuốc top 12 tại vòng này.

Tại vòng 2, 13 đội có thứ hạng cao nhất của khu vực CONCACAF sẽ gặp 11 đội vượt qua vòng 1.
| Nhóm A (vào thẳng vòng 2) (Hạng 1 đến 3) | Nhóm B (vào thẳng vòng 2) (Hạng 4 đến 6) | Nhóm C (vào thẳng vòng 2) (Hạng 7 đến 12) |
| ---------------------------------------- | --- | --- |
| - México - Hoa Kỳ - Costa Rica           | - Honduras - Panama - Trinidad và Tobago | - Jamaica - Cuba - Haiti - Guatemala - Canada - Guyana |
| Nhóm D (vào thẳng vòng 2) (Hạng 13)      | Nhóm E (vòng 1) (Hạng 14 đến 24) | Nhóm F (vòng 1) (Hạng 25 đến 36) |
| - Saint Vincent và Grenadines            | - Barbados - Suriname - Bermuda - Antigua và Barbuda - Saint Kitts và Nevis - Cộng hòa Dominica - El Salvador - Bahamas - Nicaragua - Grenada - Saint Lucia | - Quần đảo Turks và Caicos - Antille thuộc Hà Lan - Quần đảo Virgin thuộc Anh - Dominica - Quần đảo Cayman - Puerto Rico - Anguilla - Belize - Quần đảo Virgin thuộc Mỹ - Montserrat - Aruba |

## Vòng 1
22 đội tuyển có thứ hạng thấp nhất khu vực sẽ thi đấu vòng loại. Các đội xếp hạng từ thứ 14 tới 24 sẽ được phân cặp đấu loại với một đội xếp hạng từ thứ 25 đến 35. Các cặp đối diễn ra theo thể thức loại trực tiếp, hai lượt đi và về, sân nhà-sân khách, trừ ba cặp: Puerto Rico–Cộng hòa Dominica, Grenada–Quần đảo Virgin thuộc Hoa Kỳ và Montserrat–Suriname, mỗi cặp chỉ thi đấu một trận duy nhất do một số liên đoàn không có sân vận động đủ tiêu chuẩn của FIFA. Các đội thắng sẽ đi tiếp vào vòng 2.
| Đội 1                    | TTS     | Đội 2                     | Lượt đi | Lượt về    |
| Bảng 1                   | Bảng 1  | Bảng 1                    | Bảng 1  | Bảng 1     |
| ------------------------ | ------- | ------------------------- | ------- | ---------- |
| Dominica                 | 1–2     | Barbados                  | 1–1     | 0–1        |
| Quần đảo Turks và Caicos | 2–3     | Saint Lucia               | 2–1     | 0–2        |
| Bermuda                  | 4–2     | Quần đảo Cayman           | 1–1     | 3–1        |
| Aruba                    | 0–4     | Antigua và Barbuda        | 0–3     | 0–1        |
| Bảng 2                   |         |                           |         |            |
| Belize                   | 4–2     | Saint Kitts và Nevis      | 3–11    | 1–1        |
| Bahamas                  | (a) 3–3 | Quần đảo Virgin thuộc Anh | 1–1     | 2–22       |
| Cộng hòa Dominica        | 0–1     | Puerto Rico               | N/A     | 0–1 (aet)3 |
| Bảng 3                   |         |                           |         |            |
| Quần đảo Virgin thuộc Mỹ | 0–10    | Grenada                   | N/A     | 0–103      |
| Suriname                 | 7–1     | Montserrat                | N/A     | 7–14       |
| El Salvador              | 16–0    | Anguilla                  | 12–0    | 4–05       |
| Nicaragua                | 0–3     | Antille thuộc Hà Lan      | 0–1     | 0–2        |

1 Belize chuyển trận sân nhà sang thi đấu tại Guatemala.
2 Cả hai trận đều thi đấu tại Bahamas.
3 Chỉ đá một trận vì thiếu sân vận động đủ tiêu chuẩn của FIFA.
4 Đá một trận tại Trinidad và Tobago vì cả hai đội đều không có sân vận động đủ tiêu chuẩn của FIFA.
5 Đá tại Hoa Kỳ vì Anguilla không có sân vận động đủ tiêu chuẩn của FIFA.

## Vòng 2
Tại vòng 2, 11 đội vượt qua vòng 1 sẽ phân cặp đấu loại với 13 đội mạnh nhất khu vực. Các đội xếp hạng từ thứ 1 đến thứ 12 sẽ gặp các đội vượt qua vòng 1 cộng Saint Vincent và Grenadines. Các cặp đối diễn ra theo thể thức loại trực tiếp, hai lượt đi và về, sân nhà-sân khách.
| Đội 1                       | TTS    | Đội 2                | Lượt đi | Lượt về |
| Bảng 1                      | Bảng 1 | Bảng 1               | Bảng 1  | Bảng 1  |
| --------------------------- | ------ | -------------------- | ------- | ------- |
| Hoa Kỳ                      | 9–0    | Barbados             | 8–0     | 1–0     |
| Guatemala                   | 9–1    | Saint Lucia          | 6–0     | 3–11    |
| Trinidad và Tobago          | 3–2    | Bermuda              | 1–2     | 2–0     |
| Antigua và Barbuda          | 3–8    | Cuba                 | 3–4     | 0–4     |
| Bảng 2                      |        |                      |         |         |
| Belize                      | 0–9    | México               | 0–22    | 0–7     |
| Jamaica                     | 13–0   | Bahamas              | 7–0     | 6–03    |
| Honduras                    | 6–2    | Puerto Rico          | 4–0     | 2–2     |
| Saint Vincent và Grenadines | 1–7    | Canada               | 0–34    | 1–4     |
| Bảng 3                      |        |                      |         |         |
| Grenada                     | 2–5    | Costa Rica           | 2–2     | 0–3     |
| Suriname                    | 3–1    | Guyana               | 1–0     | 2–1     |
| Panama                      | 2–3    | El Salvador          | 1–0     | 1–3     |
| Haiti                       | 1–0    | Antille thuộc Hà Lan | 0–0     | 1–0     |

1 Saint Lucia chuyển trận sân nhà sang thi đấu tại Hoa Kỳ.
2 Belize mchuyển trận sân nhà sang thi đấu tại Hoa Kỳ.
3 Bahamas chuyển trận sân nhà sang thi đấu tại Jamaica.
4 Thứ tự hai lượt trận được đảo lại so với bốc thăm ban đầu

## Vòng 3
12 đội tuyển vượt qua vòng 2 sẽ vào thi đấu tại vòng 3. Các đội tuyển sẽ được chia làm 3 bảng, mỗi bảng 4 đội, gặp nhau theo thể thức vòng tròn hai lượt trận đi và về, sân nhà-sân khách, để chọn ra mỗi bảng 2 đội xếp đầu vào vòng 4.

### Bảng 1
| Đội tuyển          | St | T | H | B | Bt | Bb | Hs  | Điểm |
| ------------------ | -- | - | - | - | -- | -- | --- | ---- |
| Hoa Kỳ             | 6  | 5 | 0 | 1 | 14 | 3  | +11 | 15   |
| Trinidad và Tobago | 6  | 3 | 2 | 1 | 9  | 6  | +3  | 11   |
| Guatemala          | 6  | 1 | 2 | 3 | 6  | 7  | −1  | 5    |
| Cuba               | 6  | 1 | 0 | 5 | 5  | 18 | −13 | 3    |

|                    | Cuba  | Guatemala | Trinidad và Tobago | Hoa Kỳ |
| ------------------ | ----- | --------- | ------------------ | ------ |
| Cuba               | –     | 2 – 1     | 1 – 3              | 0 – 1  |
| Guatemala          | 4 – 1 | –         | 0 – 0              | 0 – 1  |
| Trinidad và Tobago | 3 – 0 | 1 – 1     | –                  | 2 – 1  |
| Hoa Kỳ             | 6 – 1 | 2 – 0     | 3 – 0              | –      |

### Bảng 2
| Đội tuyển | St | T | H | B | Bt | Bb | Hs | Điểm |
| --------- | -- | - | - | - | -- | -- | -- | ---- |
| Honduras  | 6  | 4 | 0 | 2 | 9  | 5  | +4 | 12   |
| México    | 6  | 3 | 1 | 2 | 9  | 6  | +3 | 10   |
| Jamaica   | 6  | 3 | 1 | 2 | 6  | 6  | 0  | 10   |
| Canada    | 6  | 0 | 2 | 4 | 6  | 13 | −7 | 2    |

|          | Canada | Honduras | Jamaica | México |
| -------- | ------ | -------- | ------- | ------ |
| Canada   | –      | 1 – 2    | 1 – 1   | 2 – 2  |
| Honduras | 3 – 1  | –        | 2 – 0   | 1 – 0  |
| Jamaica  | 3 – 0  | 1 – 0    | –       | 1 – 0  |
| México   | 2 – 1  | 2 – 1    | 3 – 0   | –      |

### Bảng 3
| Đội tuyển   | St | T | H | B | Bt | Bb | Hs  | Điểm |
| ----------- | -- | - | - | - | -- | -- | --- | ---- |
| Costa Rica  | 6  | 6 | 0 | 0 | 20 | 3  | +17 | 18   |
| El Salvador | 6  | 3 | 1 | 2 | 11 | 4  | +7  | 10   |
| Haiti       | 6  | 0 | 3 | 3 | 4  | 13 | −9  | 3    |
| Suriname    | 6  | 0 | 2 | 4 | 4  | 19 | −15 | 2    |

|             | Costa Rica | El Salvador | Haiti | Suriname |
| ----------- | ---------- | ----------- | ----- | -------- |
| Costa Rica  | –          | 1 – 0       | 2 – 0 | 7 – 0    |
| El Salvador | 1 – 3      | –           | 5 – 0 | 3 – 0    |
| Haiti       | 1 – 3      | 0 – 0       | –     | 2 – 2    |
| Suriname    | 1 – 4      | 0 – 2       | 1 – 1 | –        |

## Vòng 4
Tại vòng 4, 6 đội mạnh nhất đấu vòng tròn hai lượt đi và về, sân nhà-sân khách, lấy ba đội đứng đầu giành vé vào thắng vòng chung kết. Đội hạng tư đấu trận play-off với đội hạng năm của khu vực CONMEBOL để giành vé tới Nam Phi.
| Đội tuyển          | St | T | H | B | Bt | Bb | Hs  | Điểm |
| ------------------ | -- | - | - | - | -- | -- | --- | ---- |
| Hoa Kỳ             | 10 | 6 | 2 | 2 | 19 | 13 | +6  | 20   |
| México             | 10 | 6 | 1 | 3 | 18 | 12 | +6  | 19   |
| Honduras           | 10 | 5 | 1 | 4 | 17 | 11 | +6  | 16   |
| Costa Rica         | 10 | 5 | 1 | 4 | 15 | 15 | 0   | 16   |
| El Salvador        | 10 | 2 | 2 | 6 | 9  | 15 | −6  | 8    |
| Trinidad và Tobago | 10 | 1 | 3 | 6 | 10 | 22 | −12 | 6    |

|                    | Costa Rica | El Salvador | Honduras | México | Trinidad và Tobago | Hoa Kỳ |
| ------------------ | ---------- | ----------- | -------- | ------ | ------------------ | ------ |
| Costa Rica         | –          | 1–0         | 2–0      | 0–3    | 4–0                | 3–1    |
| El Salvador        | 1–0        | –           | 0–1      | 2–1    | 2–2                | 2–2    |
| Honduras           | 4–0        | 1–0         | –        | 3–1    | 4–1                | 2–3    |
| México             | 2 –0       | 4–1         | 1–0      | –      | 2–1                | 2–1    |
| Trinidad và Tobago | 2–3        | 1–0         | 1–1      | 2–2    | –                  | 0–1    |
| Hoa Kỳ             | 2–2        | 2–1         | 2–1      | 2–0    | 3–0                | –      |

- Hoa Kỳ, Mexico và Honduras giành quyền dự World Cup 2010.
- Costa Rica giành quyền dự vòng play-off CONMEBOL/CONCACAF.

## Kết quả trận Play-off với đại diện CONMEBOL
Đội hạng 4 Vòng loại giải vô địch bóng đá thế giới 2010 khu vực Bắc, Trung Mỹ và Caribe (Costa Rica) sẽ gặp đội hạng 5 Vòng loại giải vô địch bóng đá thế giới 2010 khu vực Nam Mỹ (Uruguay) để tranh một vé tới Nam Phi. Uruguay thắng trận play-off và giành quyền dự vòng chung kết FIFA World Cup 2010 vào ngày 18 tháng 11 năm 2009.
| Đội 1      | TTS | Đội 2   | Lượt đi | Lượt về |
| ---------- | --- | ------- | ------- | ------- |
| Costa Rica | 1–2 | Uruguay | 0–1     | 1–1     |

## Cầu thủ ghi bàn
| #  | Cầu thủ            | Tổng số bàn thắng | Số bàn từng vòng | Số bàn từng vòng | Số bàn từng vòng | Số bàn từng vòng | Số bàn từng vòng |
| #  | Cầu thủ            | Tổng số bàn thắng | V1               | V2               | V3               | V4               | PO               |
| -- | ------------------ | ----------------- | ---------------- | ---------------- | ---------------- | ---------------- | ---------------- |
| 1  | Rudis Corrales     | 8                 | 6                | 0                | 1                | 1                | X                |
| 2  | Carlos Pavón       | 7                 | —                | 0                | 0                | 7                | —                |
| 2  | Luton Shelton      | 7                 | —                | 5                | 2                | X                | X                |
| 4  | Ali Gerba          | 6                 | —                | 4                | 2                | X                | X                |
| 4  | Bryan Ruiz         | 6                 | —                | 1                | 3                | 2                | 0                |
| 4  | Eliseo Quintanilla | 6                 | 1                | 2                | 1                | 2                | X                |
| 4  | Carlos Ruíz        | 6                 | —                | 4                | 2                | X                | X                |
| 4  | Carlo Costly       | 6                 | —                | 0                | 1                | 5                | —                |
| 4  | Jozy Altidore      | 6                 | —                | 0                | 1                | 5                | —                |
| 10 | Celso Borges       | 5                 | —                | 0                | 2                | 3                | 0                |
| 10 | Wensley Christoph  | 5                 | 2                | 0                | 3                | X                | X                |
| 10 | Clint Dempsey      | 5                 | —                | 2                | 2                | 1                | —                |

Chú thích:
- — Được miễn thi đấu
- X Bị loại

4 bàn
| - Álvaro Saborío - Roberto Linares - Ronald Cerritos - Rodolfo Zelaya | - Ricky Charles - David Suazo - Keon Daniel | - Michael Bradley - Brian Ching - Landon Donovan |

3 bàn
| - Armando Alonso - Shawn Hasani Martin - Jason Roberts - Ramón Núñez | - Fernando Arce - Cuauhtémoc Blanco - Jared Borgetti - Andrés Guardado | - Pável Pardo - Carlos Vela - Clifton Sandvliet - Dwight Yorke |

2 bàn
| - Kerry Skepple - Deon McCauley - Devaun Degraff - John Barry Nusum - Anadale Williams - Dwayne De Rosario - Alejandro Alpízar - Walter Centeno - Andy Furtado - Froylan Ledezma - Roy Myrie - Victor Núñez - Alonso Solís - Jaime Colomé - Jeniel Márquez | - Jaine Valencia - Cristian Castillo - Julio Martínez - Osael Romero - William Antonio Torres - Mario Rafael Rodríguez - Gonzalo Romero - Abner Trigueros - Julio César de León - Amado Guevara - Wilson Palacios - Deon Burton - Marlon King - Omar Bravo | - Guillermo Franco - Peter Villegas - Kenwin McPhee - Raydell Schuurman - Russell Latapy - Kerry Baptiste - Carlos Edwards - Cornell Glenn - Stern John - Kenwyne Jones - DaMarcus Beasley - Carlos Bocanegra - Conor Casey - Charlie Davies |

1 bàn
| - Okeem Challenger - George Dublin - Gayson Gregory - Tyio Simon - Teran Williams - Michael Bethel - Demont Mitchell - Lesly St. Fleur - Dwayne Stanford - Rashida Williams - Harrison Roches - Elroy Smith - Tyrell Burgess - Kwame Steede - Rohan Lennon - Julián de Guzmán - Andrew Hainault - Issey Nakajima-Farran - Tomasz Radzinski - Adrian Serioux - Marshall Forbes - Allean Grant - Randall Azofeifa - Junior Diaz - Freddy Fernández - Pablo Herrera - Leonel Duarte - Hensy Muñoz - Allianni Urgelles - Richard Pacquette - Luis Alonso Anaya - Cesar Larios | - Carlos Romeo Monteagudo - Emerson Umaña - Byron Bubb - Dorset Langaigne - Patrick Modeste - Shane Rennie - Jose Manuel Contreras - Carlos Gallardo - Marco Pappa - Nigel Codrington - Frantz Bertin - Brunel Fucien - Leonel Saint-Preux - Alain Vubert - Walter Martinez - Hendry Thomas - Melvin Valladares - Omar Cummings - Omar Daley - Ricardo Fuller - Ricardo Gardner - Ian Goodison - Tyrone Marshall - Demar Phillips - Andy Williams - Nery Castillo - Israel Castro - Giovani Dos Santos - Jonny Magallón - Rafael Márquez - Francisco Palencia - Óscar Rojas | - Miguel Sabah - Carlos Salcido - Matías Vuoso - Vladimir Farrell - Anton Jongsma - Tyrone Loran - Angelo Zimmerman - Jose Luis Garces - Luis Tejada - Chris Megaloudis - Orlando Mitchum - Gerard Williams - Titus Elva - Gilbert Nihyme - Marlon James - Kenzo Huur - Melvin Valies - Germaine Van Dijk - Cleon Wondel - Darryl Roberts - Collin Samuel - Hayden Tinto - Gavin Glinton - David Lowery - Freddy Adu - Ricardo Clark - Kenny Cooper - Frankie Hejduk - Eddie Johnson - Eddie Lewis - Oguchi Onyewu |

Phản lưới nhà
| - Dario Sierra (trong trận gặp Antigua và Barbuda) - Daryl Ferguson (trong trận gặp Hoa Kỳ) - Tervor Lennen (trong trận gặp Mexico) | - Marvin González (trong trận gặp Mexico) - Ricardo Osorio (trong trận gặp Honduras) - Eugene Martha (trong trận gặp Haiti) | - Marlon Felter (trong trận gặp El Salvador) - Derrik Garden (trong trận gặp El Salvador) - Dwight Ferguson (trong trận gặp Grenada) |